# Кнютлинги
Кнютлинги, иначе Кнутлинги, или династия Горма — династия правителей Дании с VIII века по 1042 год; правителей Норвегии в 976— 995, 1000—1014 и 1028—1035 годах, правителей Англии в 1013—1014 и 1016—1042 годах.
Происхождение династии достоверно не установлено: по одной из версий её основатель Свен был потомком Рагнара Кожаные Штаны, по другой был потомком легендарных правителей Дании. Представители рода Кнютлингов Кнуд I Хардекнуд и Горм Старый объединили Данию. При Харальде I Синезубом, Свене I Вилобородом и Кнуде Великом Дания попыталась объединить Северную Европу.

## Генеалогия
- Свен.

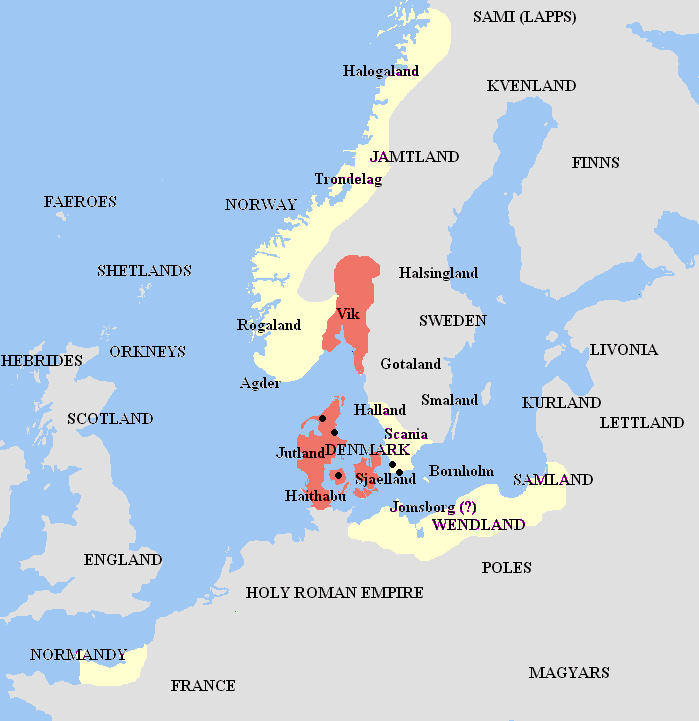
Северная Европа при Харальде I Синезубом.

- Кнуд I Хардекнуд. Сын датского конунга Свена около 915 года правитель Дании.
- Горм Старый (ок.950). Король Дании около 935 — около 950. Сын датского конунга Хардекнута.
- Гуннхильд (−970). Дочь Горма Старого. Жена Эрика Кровавая Секира, короля Норвегии.
- Харальд I Синезубый (−986). Сын Горма Старого. Король Дании с 950 года.
- Кнуд Даннаст (−940). Сын Горма Старого[1].
- Харальд Золотой (−965). Сын Кнута Даннаста.

### Потомки Харальда Синезубого
- Хакон (ум. в 987 году).
- Гунхильд (ум. в 1010 году). Дочь Харальда I Синезубого. Вышла замуж за Паллига Девонширского.
- Тира (ум. в 1000 году). Жена: 1) Стирбьёрна Сильного, шведского конунга, 2) Бурислава, правителя венедов, 3) Олафа I Трюггвасона.

- Свен I Вилобородый (960-е — 1014). Сын Харальда I Синезубого от наложницы. Король Дании с 985 года, Норвегии с 1002 года, Англии с 1013 года. Муж: 1) Гунхильды (либо дочери Мешко Польского, либо Бурислава Венедского), умерла в 1013 году; 2) Сигрид Гордой.
- Харальд II (994—1018). Сын Свена I Вилобородого. Король Дании и Норвегии с 1014 года

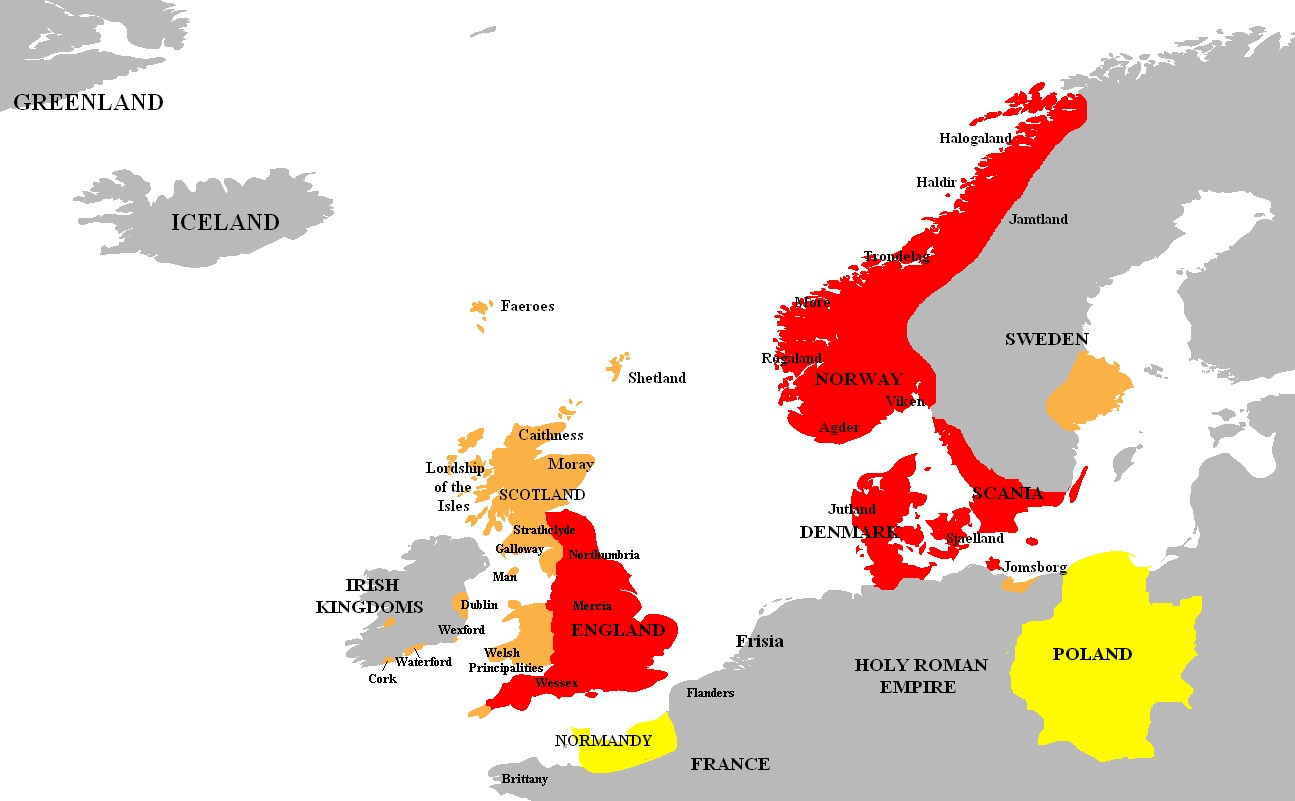
Северная Европа при Кнуде Великом.

- Кнуд I Великий (995—1035). Сын Свена I Вилобородого. Король Дании с 1018 года, Англии с 1016 года, Норвегии с 1028 года. Муж Эммы Нормандской, вдовы Этельреда Английского (умерла в 1052 году).
- Святослава (англ. Santslava).
- Эстрид. Жена: 1) Ричарда II, герцога Нормандии, 2) Ульфа Торгильссона. Родоначальница династии Эстридсенов.
- Гида. Дочь Свена I Вилобородого. Жена Эйрика, сына Хакона Могучего, правителя Норвегии и ярла Нортумбрии.

#### Потомки Кнуда Великого
- Хардекнуд (1018—1042). Сын Кнуда I Великого. Король Дании с 1035 года. Король Англии с 1040 года под именем Кнуда II.
- Гунхильда (1020—1038). Дочь Кнуда I Великого. Жена с 1036 года Генриха III Чёрного.
- Свен (около 1015—1035). Сын Кнуда I Великого от наложницы Эльфгифу Нортгемптонской. Правитель Норвегии с 1030 года.
- Харальд Заячья Лапа (около 1016 — 1040). Сын Кнуда I Великого от наложницы Эльфгифу Нортгемптонской. Король Англии с 1035 года.